# ヨハン・ピノ
ヨハン・ホセ・アラーナ・ピノ（Yohan Jose Alana Pino, 1983年12月26日 - ）は、ベネズエラ・アラグア州トゥルメロ出身のプロ野球選手（投手）。右投右打。現在は、フリーエージェント（FA）。

## 経歴

### プロ入りとツインズ傘下時代
2004年5月12日にミネソタ・ツインズと契約。
2005年は傘下のアパラチアンリーグのルーキー級エリザベストン・ツインズでプロデビュー。12試合に先発登板して9勝2敗・防御率3.72・64奪三振の成績を残した。
2006年はA級ベロイト・スナッパーズでプレーし、42試合（先発7試合）に登板して14勝2敗3セーブ・防御率1.91・99奪三振の成績を残した。
2007年はまずA+級フォートマイヤーズ・ミラクルでプレーし、19試合（先発9試合）に登板して4勝3敗・防御率1.73・64奪三振の成績を残した。7月にAA級ニューブリテン・ロックキャッツへ昇格。9試合（先発8試合）に登板して2勝4敗・防御率5.13・40奪三振の成績を残した。
2008年はAA級ニューブリテンでプレーし、26試合（先発18試合）に登板して7勝7敗・防御率4.54・76奪三振の成績を残した。
2009年はまずAA級ニューブリテンでプレーし、32試合（先発4試合）に登板して5勝1敗・防御率3.19・64奪三振の成績を残した。7月にAAA級ロチェスター・レッドウイングスへ昇格。8試合に先発登板して2勝2敗・防御率2.82・44奪三振の成績を残した。

### インディアンス傘下時代
2009年8月7日に成立したカール・パバーノとのトレード の後日発表選手として、8月28日にクリーブランド・インディアンスへ移籍した。移籍後はAAA級コロンバス・クリッパーズで2試合に先発登板して2勝0敗・防御率1.29・14奪三振の成績を残した。
2010年はAAA級コロンバスでプレーし、26試合に先発登板して10勝9敗・防御率5.75・114奪三振の成績を残した。
2011年はAA級アクロン・エアロズで2試合に登板した。

### ブルージェイズ傘下時代
2011年4月18日に金銭トレードで、トロント・ブルージェイズへ移籍した。移籍後はAAA級ラスベガス・フィフティワンズへ異動したが、1試合の登板にとどまり、4月22日にAA級ニューハンプシャー・フィッシャーキャッツへ降格。ここでは36試合（先発10試合）に登板し、4勝8敗・防御率4.14・104奪三振の成績を残した。
2012年はAA級ニューハンプシャーとAAA級ラスベガスでプレー。AA級ニューハンプシャーでは25試合（先発22試合）に登板して10勝8敗・防御率3.56・111奪三振の成績を残した。オフの11月3日にFAとなった。

### レッズ傘下時代
2013年1月20日にシンシナティ・レッズとマイナー契約を結んだが、3月29日に放出され、4月1日に契約内容を変更してレッズとマイナー契約で再契約した。AA級ペンサコーラ・ブルーワフーズで開幕を迎え、4試合に登板後、AAA級ルイビル・バッツへ昇格。ここでは31試合（先発16試合）に登板して5勝7敗6セーブ・防御率3.26・107奪三振の成績を残した。オフの11月5日にFAとなった。

### ツインズ時代
2013年12月12日に古巣のツインズとマイナー契約を結んだ。
2014年はAAA級ロチェスターで開幕を迎え、6月19日にツインズとメジャー契約を結んだ。同日のシカゴ・ホワイトソックス戦で先発起用されメジャーデビュー。7回を投げ、5安打2失点1四球7奪三振と好投したが、勝ち負けは付かなかった。6月25日のロサンゼルス・エンゼルス・オブ・アナハイム戦では、3回を7安打5失点と打ち込まれ、メジャー初黒星を喫し、6月26日にAAA級ロチェスターへ降格した。6月27日に再昇格し、5試合目の登板となった7月10日のシアトル・マリナーズ戦で、5回を7安打1失点に抑え、待望のメジャー初勝利を挙げた。7月11日にAAA級ロチェスターへ降格。7月21日にクリス・ジョンソンが不調でAAA級ロチェスターへ降格したため、再昇格した。昇格後は5試合に登板したが、0勝3敗・防御率6.28と結果を残せず、8月15日にAAA級ロチェスターへ降格した。8月23日にダブルヘッダーで登録枠が拡大したため、メジャーへ昇格。同日のデトロイト・タイガース戦・1試合目に登板し、翌日にAAA級ロチェスターへ降格した。その後はメジャーでの登板はなく、シーズンを終了した。この年メジャーでは11試合に登板して2勝5敗・防御率5.07・奪三振の成績を残した。オフの10月13日に40人枠から外れ、AAA級ロチェスターへ降格。11月4日にFAとなった。

### ロイヤルズ時代
2014年12月15日にカンザスシティ・ロイヤルズと契約を結んだ。
2015年9月7日にDFAとなった。

### KTウィズ時代
2015年12月17日に韓国プロ野球・KTウィズと契約。2016年、KTでは一軍で2勝のみ、12試合で防御率7.15の成績で、シーズン途中の7月24日にウェイバー公示された。

### ツインズ傘下復帰
2017年1月26日に古巣のツインズとマイナー契約を結んだ。オフの11月6日にFAとなった。

### イタリア時代
2018年1月にイタリアンベースボールリーグのパドヴァ・ベースボールクラブと契約した。この年限りで退団した。
以降はベネズエラのウィンターリーグであるリーガ・ベネソラーナ・デ・ベイスボル・プロフェシオナル（LVBP）でプレーを続けている。

## 詳細情報

### 年度別投手成績
| 年 度    | 球 団    | 登 板 | 先 発 | 完 投 | 完 封 | 無 四 球 | 勝 利 | 敗 戦 | セ 丨 ブ | ホ 丨 ル ド | 勝 率 | 打 者 | 投 球 回 | 被 安 打 | 被 本 塁 打 | 与 四 球 | 敬 遠 | 与 死 球 | 奪 三 振 | 暴 投 | ボ 丨 ク | 失 点 | 自 責 点 | 防 御 率 | W H I P |
| -------- | -------- | ----- | ----- | ----- | ----- | -------- | ----- | ----- | -------- | ----------- | ----- | ----- | -------- | -------- | ----------- | -------- | ----- | -------- | -------- | ----- | -------- | ----- | -------- | -------- | ------- |
| 2014     | MIN      | 11    | 11    | 0     | 0     | 0        | 2     | 5     | 0        | 0           | .286  | 258   | 60.1     | 66       | 8           | 14       | 0     | 1        | 50       | 2     | 0        | 37    | 34       | 5.07     | 1.33    |
| 2015     | KC       | 7     | 1     | 0     | 0     | 0        | 0     | 2     | 0        | 0           | .000  | 82    | 19.1     | 23       | 2           | 3        | 0     | 0        | 13       | 0     | 0        | 8     | 7        | 3.26     | 1.34    |
| 2016     | KT       | 12    | 8     | 0     | 0     | 0        | 2     | 3     | 0        | 1           | .400  | 191   | 39.0     | 62       | 4           | 15       | 0     | 4        | 23       | 3     | 0        | 36    | 31       | 7.15     | 1.97    |
| MLB：2年 | MLB：2年 | 18    | 12    | 0     | 0     | 0        | 2     | 7     | 0        | 0           | .222  | 340   | 79.2     | 89       | 10          | 17       | 0     | 1        | 63       | 2     | 0        | 45    | 41       | 4.63     | 1.33    |
| KBO：1年 | KBO：1年 | 12    | 8     | 0     | 0     | 0        | 2     | 3     | 0        | 1           | .400  | 191   | 39.0     | 62       | 4           | 15       | 0     | 4        | 23       | 3     | 0        | 36    | 31       | 7.15     | 1.97    |

- 2016年度シーズン終了時

### 背番号
- 63（2014年 - 2015年）
- 32（2016年）